# Victoria (wrestler)
Lisa Marie Varon, (nata Sole), meglio conosciuta con il ring name Victoria (San Bernardino, 10 febbraio 1971), è un'ex wrestler ed ex culturista statunitense, nota per i suoi trascorsi nella WWE e successivamente anche nella TNA, dove ha lottato con lo pseudonimo Tara.
Inizialmente avviata nelle competizioni di fitness e di culturismo, fu spinta verso la strada del wrestling professionistico dopo un incontro fortuito con la wrestler dell'allora World Wrestling Federation Chyna. Si allenò dapprima nella Ultimate Pro Wrestling e nel 2000 fu messa sotto contratto dalla WWF/WWE, rimanendo attiva lì fino al gennaio 2009, anno in cui debuttò nella Total Nonstop Action Wrestling, dove si esibì per quattro anni.
In WWE è stata due volte WWE Women's Champion, mentre in TNA ha detenuto cinque volte il TNA Knockout's Championship, risultando complessivamente una sette volte campionessa femminile. Ha inoltre vinto una volta il TNA Knockouts Tag Team Championship insieme a Miss Tessmacher.

## Esordi
Frequentò la Eisenhower High School di Rialto. In questa scuola fece parte delle cheerleader e venne riconosciuta a livello nazionale dalla National Cheerleading Association, vincendo il premio All-American per le cheerleader e venendo scelta per incoraggiare negli intervalli del NFL Pro Browl insieme ad altre settanta ragazze. Dopo il diploma studiò biologia presso l'Università della California a Los Angeles e medicina alla Loma Linda University, con l'intenzione di diventare medico. Lavorò quindi come human tissue coordinator presso la Inland Eye and Tissue Bank di Redlands, dove si occupò delle procedure per la donazione di organi.

## Culturismo e competizioni di fitness
Prima di intraprendere la carriera di wrestler, partecipò a diverse competizioni di culturismo e di fitness e lavorò come personal trainer in diverse palestre. Nel 1997 vinse l'ESPN2's Fitness America Series e l'anno successivo partecipò a Miss Galaxy Competition; durante l'evento conobbe Torrie Wilson, la quale, una volta trasferitasi a Los Angeles e firmato un contratto con la World Championship Wrestling, invitò Varon a vedere uno show; raggiunto il retroscena dell'evento, un road agent della federazione la invitò a prendere parte ad un segmento con Scott Hall. Non riuscì tuttavia a farsi ingaggiare dalla WCW. Si trasferì a Los Angeles, nel tentativo di trovare lavoro in uno degli show di fitness trasmessi in televisione. Nel 1999 si guadagnò l'International Federation of BodyBuilders Professional Fitness Card piazzandosi seconda all'evento National Physique Committee Team Universe tenutosi a New York; durante questo evento conobbe Trish Stratus.

## Carriera nel wrestling

### World Wrestling Federation/Entertainment

#### Gli inizi (2000–2001)
Mentre lavorava a Los Angeles come personal trainer, incontrò casualmente Chyna, che rimase molto colpita dal suo aspetto e la incoraggiò a diventare una lottatrice. In seguito a questo incontro, tentò l'ingresso nel mondo del wrestling: inviò un curriculum alla World Wrestling Federation (WWF) e fu richiamata da Kevin Kelly qualche giorno dopo. Poiché a corto di esperienza sul ring, si allenò nella Ultimate Pro Wrestling, debuttando nel giugno del 2000 e interpretando la gimmick di una cheerleder con il ring name Head Bitch In Charge. Bruce Prichard rimase colpito da Varon, che in seguito fu messa sotto contratto dalla WWF.
Fece la sua prima apparizione negli show della WWF come una delle "Ho's" di The Godfather, utilizzando come ring name Victoria. Apparì al suo fianco fino a quando The Godfather (ora rinominato The Goodfather) entrò a far parte della stable Right to Censor, e nella puntata di Raw is War del 7 agosto 2000, Victoria subì una powerbomb su un tavolo da parte dell'ex wrestler assistito. In seguito, insieme a Mandy (un'altra "Ho's"), si unì a Rikishi e ai Too Cool e iniziò il suo nuovo ruolo di valletta. Continuò ad apparire negli show della federazione fino a novembre di quell'anno, quando sia Victoria che Mandy furono attaccate da Chyna nel backstage, dopo essere state riprese in compagnia di Eddie Guerrero (con il quale Chyna aveva una relazione).
Successivamente fu mandata alla Memphis Championship Wrestling, federazione satellite della WWF, per migliorare le capacità sul ring. Nella MCW, arrivò a ricoprire il ruolo di commissioner e prese parte a diverse storyline assieme a Stacy Carter e a Ivory, oltre a diventare manager di Steve Bradley. Con la chiusura della federazione, Varon si spostò a Louisville per allenarsi nella Ohio Valley Wrestling, anche questa affiliata alla WWF, usando il ring name Queen Victoria; in OVW divenne manager dei Basham Brothers formando il team "The Revolution" e aiutò uno dei membri, Doug Basham, a vincere l'OVW Heavyweight Championship il 25 luglio 2001.

#### Women's Champion (2002–2004)

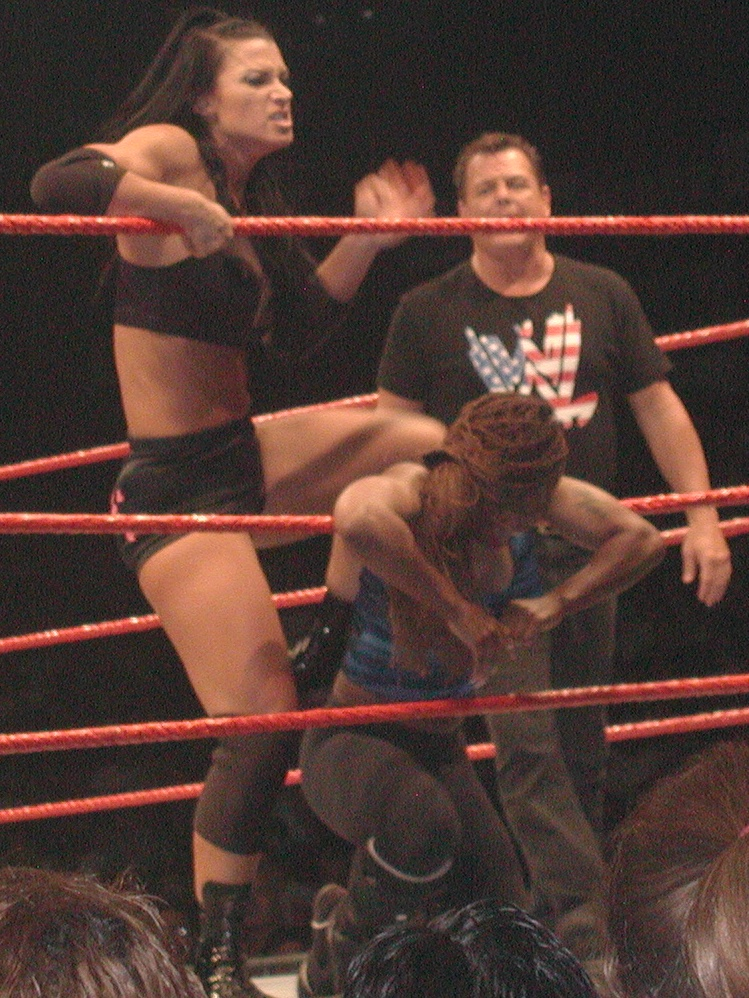
Victoria in un match contro Jacqueline a Raw nel 2002

Debuttò nuovamente negli show principali della federazione, ora nota come WWE (World Wrestling Entertainment), il 7 luglio 2002, durante una puntata di Sunday Night Heat. Con la gimmick di instabile e sadica, iniziò una rivalità con Trish Stratus, dettata da rancori risalenti agli anni in cui le due lavoravano come modelle di fitness nella vita reale. Il 20 ottobre a No Mercy, fu sconfitta da Stratus, per poi sconfiggerla in un Hardcore match nella rivincita un mese dopo alle Survivor Series e vincere il Women's Championship. Dopo aver mantenuto il titolo contro Stacy Keibler la sera seguente a Raw, venne attaccata da Stratus; in suo soccorso arrivò Steven Richards, con il quale iniziò una relazione (kayfabe). Il 15 dicembre ad Armageddon, difese con successo il titolo contro Stratus e Jacqueline in un triple threat match.
La rivalità con Stratus proseguì anche nel 2003: con al suo fianco Steven Richards, riuscì a sconfiggerla in diversi match, tra cui in un Chicago Street Fight match il 27 gennaio a Raw. A WrestleMania XIX, perse il titolo in favore di Trish Stratus in un triple threat match che includeva anche Jazz. Per tutto il resto dell'anno, venne coinvolta in incontri con altre Divas, come un fatal four-way match per il titolo femminile a Judgment Day, e vinse contro Lita nel primo Steel cage match tra donne nella storia della WWE il 24 novembre. Sconfisse in seguito anche Ivory in un match valevole per il ruolo di prima sfidante al titolo nell'ultima puntata di Sunday Night Heat del 2003. Dopo il match, la campionessa femminile Molly Holly colpì Victoria con il titolo. La settimana successiva a Raw, divenne una face attaccando Holly quando fu inserita nel suo stesso team (assieme a Miss Jackie) durante un six woman tag team match.
All'inizio del 2004 ottenne il favoreggiamento dei fan e sconfisse diverse volte Molly Holly: riuscì a bagtterla il 25 gennaio alla Royal Rumble (durante Sunday Night Heat), in un match non valido per il titolo e nelle settimane successive in due tag team match. Il 23 febbraio vinse per la seconda volta il Women's Championship sconfiggendo Jazz, Molly Holly e Lita in un fatal four-way match ad eliminazione. La settimana seguente, dopo aver sconfitto Holly in un tag team match, quest'ultima la sfidò in una rivincita per il titolo a WrestleMania XX, divenuto in seguito un Hair vs Title match. All'evento, vinse il match e rasò la testa di Holly. In quel periodo abbandonò completamente la sua vecchia gimmick e cominciò ad accompagnare ogni suo ingresso sul ring con una danza hip hop. Mantenne il titolo fino al 13 giugno, quando perse contro Trish Stratus durante un fatal four-way match a Bad Blood, che includeva anche Lita e Gail Kim. La settimana successiva, perse la rivincita. Dopo aver sconfitto Molly Holly a Vengeance per diventare la prima sfidante al titolo, Victoria perse contro Stratus ad Unforgiven. Prima del pay-per-view, alcuni dei match di Victoria furono interrotti da un personaggio misterioso, rivelatosi in seguito essere Steven Richards, con il quale aveva avuto una relazione precedentemente. Dopo il match con Stratus, la storyline arrivò al culmine quando Richards sfidò l'alleato di Trish Tyson Tomko, in un match che perse.

#### Vince's Devils (2005–2006)

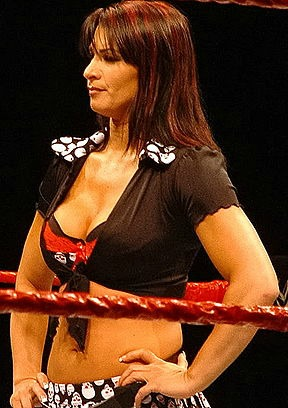
Victoria sul ring nel 2005

Il 30 maggio 2005, Victoria partecipò ad un Bikini Contest, vinto da Christy Hemme. Dopo la sconfitta, Victoria attaccò le altre concorrenti e il commentatore Jerry Lawler diventando così una heel, affermando di essere stanca dell'attenzione che Hemme riceveva. Le due ebbero una breve rivalità che si concluse a Vengeance, dove vinse Victoria.
Il 29 agosto, si alleò con Candice Michelle e Torrie Wilson, formando una stable conosciuta dapprima come Ladies in Pink e più tardi come Vince's Devils. Le tre wrestler (con Victoria nel ruolo di enforcer del gruppo) unirono le forze contro la vincitrice del Diva Search del 2005 Ashley Massaro. Quest'ultima venne aiutata da Trish Stratus e, ad Unforgiven, Victoria e Wilson vennero sconfitte da Stratus e Massaro. Il 3 ottobre a WWE Homecoming, le Ladies in Pink persero un Bra and Panties Handicap Match sempre contro Stratus e Massaro. La rivalità tra le lottatrici si estese nei mesi seguenti, con l'arrivo di Mickie James nella fazione avversaria. A causa di quest'ultima, Victoria non riuscì a rimpossessarsi del titolo femminile a Taboo Tuesday, quando James spinse Victoria dal ring durante un Elimination Battle Royal, autoeliminandosi e consentendo a Stratus di vincere.
Il 6 marzo 2006 a Raw, Victoria e Candice Michelle attaccarono Wilson durante la presentazione della copertina di Playboy di Candice, cominciando un angle contro la ex compagna di squadra. Fu organizzato un match per Saturday Night's Main Event del 18 marzo nel quale si sarebbero dovute sfidare Victoria e Candice contro Wilson e Stratus. Come parte della storyline, comunque, nella puntata di Raw precedente l'evento, Wilson venne trovata priva di sensi nel backstage in seguito ad un attacco delle rivali. Il match ebbe luogo il 27 marzo con Victoria e Candice che furono sconfitte. L'alleanza tra le due heel terminò durante un tag team match il 17 luglio, quando Victoria e Mickie James furono sconfitte da Stratus e Wilson, con Candice nelle vesti di arbitro speciale.

#### Rincorsa al Women's Championship e draft aSmackDown(2006–2007)

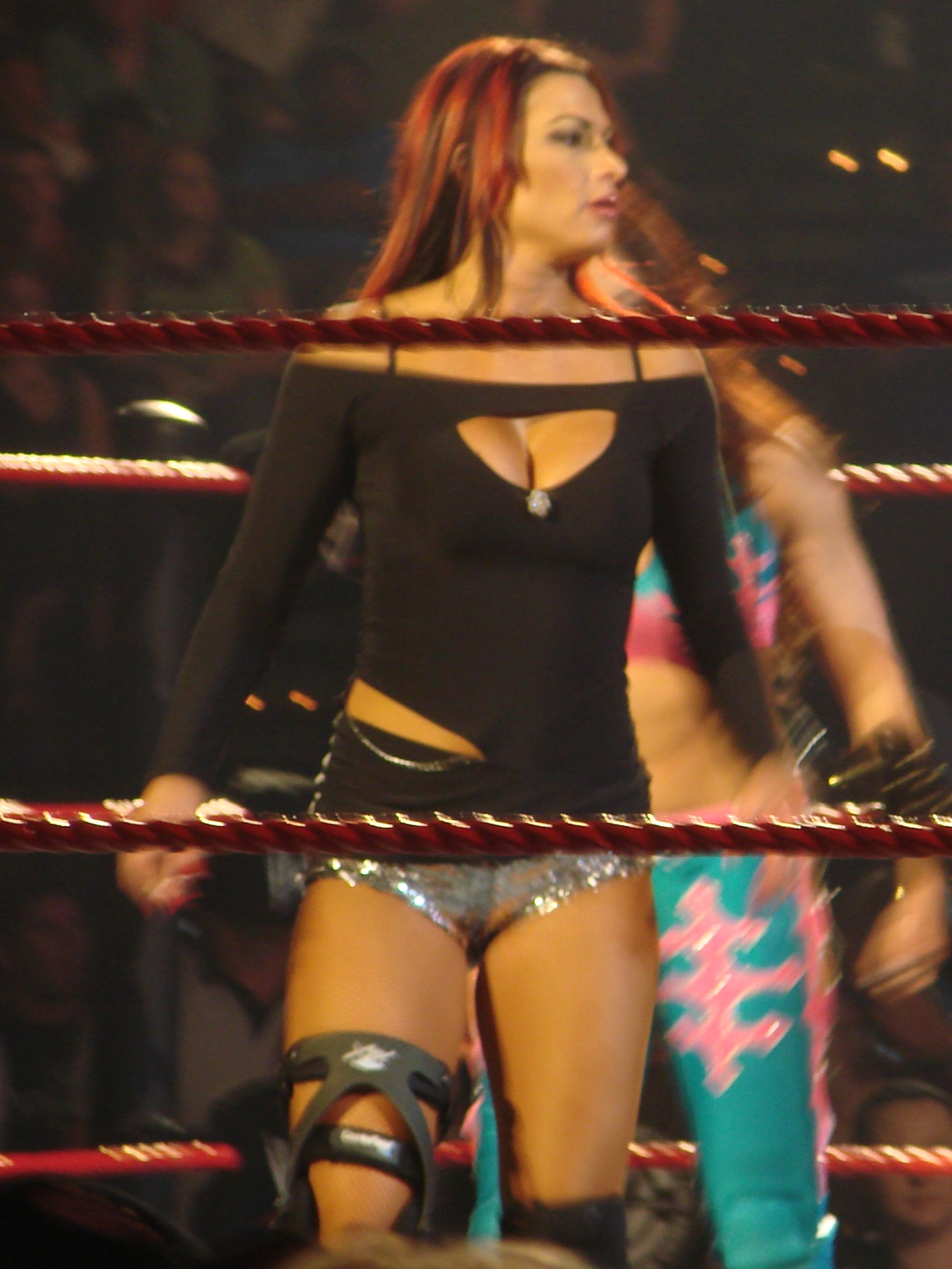
Victoria in un tag team match a Raw nell'aprile 2007

Il personaggio di Victoria ottenne un push a partire dal 27 novembre, quando vinse una Divas Battle Royal per il titolo di prima sfidante, rompendo il naso a Candice Michelle e infliggendole una Widow's Peak subito dopo il match. Dopo la vittoria, nell'ottica dell'angle interpretato, Victoria iniziò a portare con sé un elenco con i nomi di altre divas di Raw, sfidandole una ad una e cancellandone il nome in caso di vittoria: sconfisse dapprima Maria, poi Torrie Wilson e infine la campionessa in carica Mickie James in un match non titolato. Il 1º gennaio 2007 attaccò anche Lilián García, ma venne fermata da James che arrivò in suo aiuto. A New Year's Revolution perse però il match con la cintura in palio e successivamente anche il rematch del 15 gennaio 2007. In quel periodo iniziò un'alleanza con Melina: il team fu impegnato per tutto il primo quadrimestre dell'anno in diversi Tag Team Match, molti dei quali senza vittoria.
Il 17 giugno, Victoria venne selezionata a SmackDown durante il draft supplementare. Il suo primo match nel "roster blu" fu contro Mickie James, in quell'occasione perse. Iniziò un feud contro Torrie Wilson che durò diverse settimane e intraprese una relazione con Kenny Dykstra (kayfabe). I due diedero vita ad una faida con Jimmy Wang Yang e Wilson. In una puntata di Smackdown, Victoria attaccò Wilson dopo averla sconfitta e a difenderla arrivò Michelle McCool che la sfidò la settimana successiva vincendo il match. A SummerSlam partecipò ad una Battle Royal per determinare la contendente numero uno per il titolo femminile, ma fu eliminata da Kristal Marshall. Dopo qualche settimana Victoria a Dykstra ebbero un feud con Chuck Palumbo e la sua fidanzata Michelle McCool. Il 29 ottobre, a Raw, vestita da lottatrice di sumo, perse un Halloween Battle Royal che includeva le divas di tutti e tre i roster. Dopo due settimane batté Michelle McCool. Durante un Tour in Europa con la WWE, Victoria affermò di aver legittimamente rotto il naso di McCool.

#### Varie faide e abbandono (2008–2009)

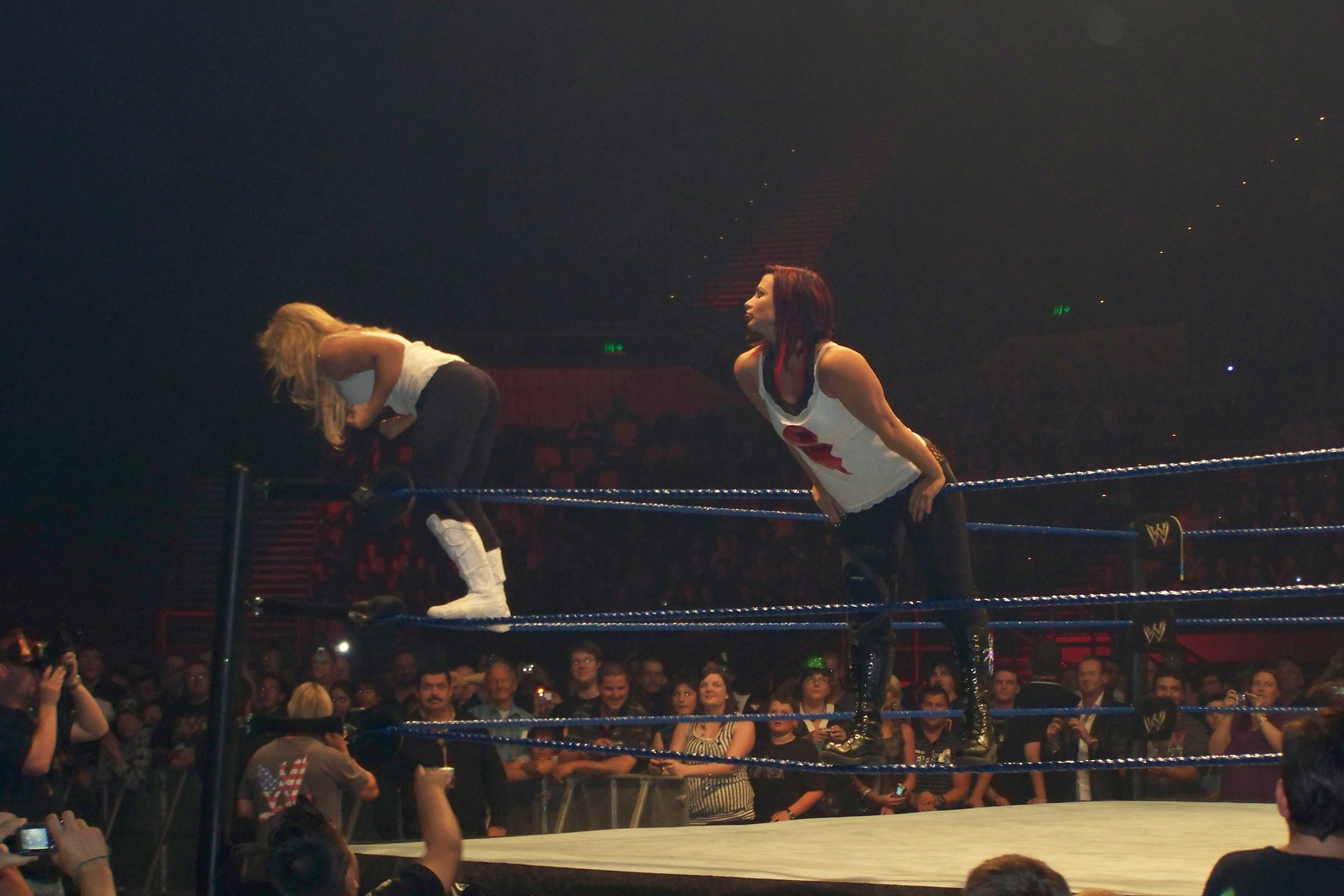
Victoria (a destra) e Natalya a SmackDown nel 2008

Nella prima puntata di Smackdown del 2008 sconfisse in coppia con Kenny Dykstra Michelle McCool e Chuck Palumbo. Nella puntata di Smackdown del 28 marzo perse un Tag Team Match con Maryse contro Michelle McCool e Cherry. 
Iniziò poi un'alleanza con la nuova debuttante a SmackDown, Natalya. Le due feudarono con McCool e Cherry, alle quali in seguito si aggiunsero anche Maryse (dalla parte di Victoria e Natalya) e Maria (nella fazione avversaria). Insieme, saranno impegnate in diversi incontri di coppia nei mesi seguenti. A Backlash Victoria, in team con Natalya, Melina, Beth Phoenix, Jillian Hall e Layla sconfisse Mickie James, Maria, Ashley Massaro, Michelle McCool, Cherry e Kelly Kelly.
Intanto Victoria e Natalya iniziarono un feud con le Bella Twins. Alle Survivor Series, nella sfida a eliminazione Interbrand tra Divas, il Team SmackDown, di cui faceva parte Victoria, venne sconfitto dal Team Raw.
Il 9 gennaio 2009, a SmackDown, Victoria perse in coppia con Michelle McCool contro le Bella Twins. Alla fine del match McCool attaccò Victoria, e quest'ultima effettuò un turn face. La settimana successiva, il 16 gennaio 2009, Victoria combatté nel suo ultimo match contro Michelle McCool, che vide quest'ultima vincere l'incontro. La sera stessa ebbe luogo il suo ritiro dalla WWE chiudendo definitivamente il cerchio delle campionesse femminili dell'era d'oro. Il suo contratto sarebbe in realtà durato ancora due anni, ma l'insoddisfazione della wrestler riguardo al suo utilizzo negli ultimi anni in federazione portarono la stessa a decidere di abbandonare anticipatamente la WWE.
Tuttavia, il 5 aprile 2009, Victoria ritornò sul ring di WrestleMania XXV nella Miss WresteMania Battle Royal: eliminò Maria ma non riuscì a vincere il titolo di Miss WrestleMania e venne eliminata da Brie Bella e Nikki Bella.

#### Altre apparizioni in WWE (2021–presente)
A distanza di dodici anni dalla sua ultima apparizione sul ring della WWE, Victoria tornò nella federazione il 31 gennaio 2021 in occasione della Royal Rumble, entrando con il numero 10 durante l'omonimo match e venendo eliminata da Shayna Baszler. Successivamente apparve insieme a Rey Misterio, Kane e Kurt Angle durante l'episodio di The Bump del 24 marzo.
Il 31 agosto 2024 comunicò di essere nuovamente legata alla WWE dopo la firma di un contratto leggenda con la federazione.

### Total Nonstop Action Wrestling

#### TNA Knockouts Champion (2009–2010)

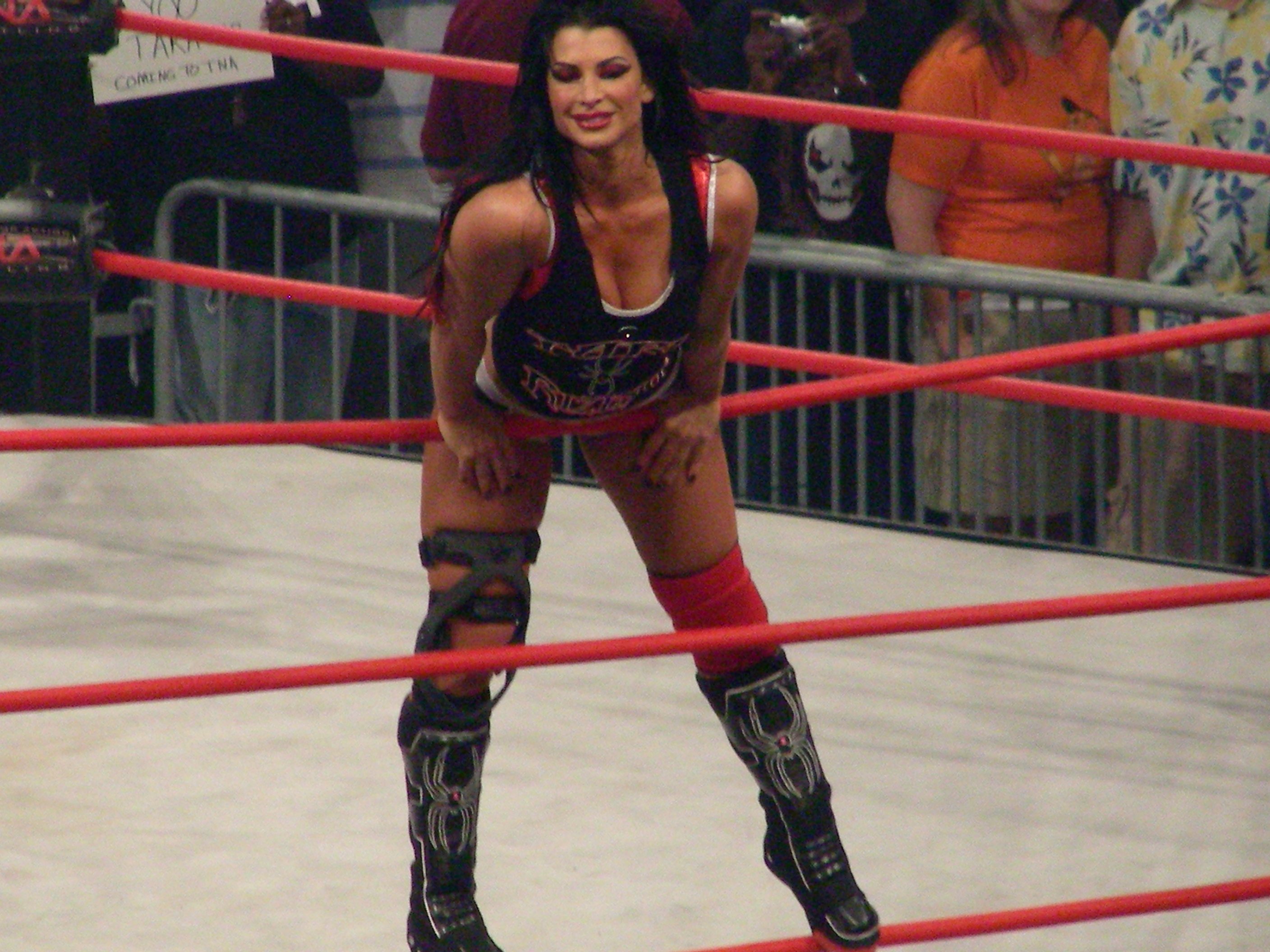
Lisa, con il ring name di "Tara", sul ring della TNA nel 2009

Dopo aver firmato per la Total Nonstop Action Wrestling e con il ring name di Tara (che in seguito rivelerà essere l'abbreviazione di tarantola), debuttò nella puntata di Impact! il 28 maggio 2009 dove, in un match valido per il TNA World Women's Championship, attaccò The Beautiful People (Angelina Love, Velvet Sky e Madison Rayne) e finì la detentrice del titolo con un Widow's Peak. La stessa sera sfidò Angelina Love per il titolo e, sempre nel tentativo di vincerlo, riaffrontò senza successo la Love a Slammiversary. Nella puntata del 1º luglio portò con sé una tarantola (dal nome "Poison") sul ring e, dopo aver vinto il match contro le Beautiful People, mise il ragno sopra il corpo svenuto di Velvet Sky; il 9 luglio, dopo aver riprovato ancora a mettere il ragno sul corpo della ragazza, Angelina Love accettò di mettere in palio la cintura delle Knockout, perdendolo in favore di Tara, che vinse il titolo femminile per la prima volta.
Dieci giorni dopo e a causa di una svista dell'arbitro, perse la cintura in un nuovo match contro Angelina Love a Victory Road: difatti l'arbitro non si accorse che durante lo schienamento subito da Love, Tara stava toccando le corde con un piede. In seguito alimenterà la faida contro Love prendendo ancora parte ad un match contro di lei. Partecipò in seguito al torneo per determinare le nuove campionesse di coppia della TNA al fianco di Christy Hemme ma vennero eliminate alle semifinali da Angelina Love e Velvet Sky. Partecipò ad un triple threat match per il titolo femminile contro la campionessa ODB e Awesome Kong perdendo contro quest'ultima. Vinta la 10-women Battle Royal per stabilire la prima contendente al titolo, Tara ebbe una seconda chance contro ODB al Final resolution del 20 dicembre 2009 e, dopo aver vinto per la seconda volta il titolo femminile, lo perse (sempre contro ODB) nel corso della puntata speciale di Impact! avvenuta il 4 gennaio 2010. Al Genesis sconfisse di nuovo ODB e diventò la prima Knockout a vincere per tre volte il titolo femminile della TNA. Difese con successo la cintura contro Daffney a Destination X (in quell'occasione, Daffney rubò il ragno di Tara), e la batté nuovamente anche nell'episodio di Impact! del 29 marzo, nel primo First Blood Match femminile nella storia della TNA. Il 5 aprile, però, perse la cintura in favore di Angelina Love durante un eight-Knockout Lockbox match: nel box di Angelina vi era il titolo femminile, mentre il box che Tara aprì conteneva Poison, il ragno a cui era molto affezionata. Effettuò così un turn heel attaccando la Love dopo aver perso uno Steel Cage match contro Madison Rayne e Velvet Sky.

#### Regni titolati e ritiro dalla TNA (2010–2013)
Il 16 maggio, nel corso dell'edizione 2010 di Sacrifice, perse la possibilità di vincere il titolo in un Loser Leave TNA match (titolo vs. carriera) contro Madison Rayne, concludendo la sua carriera nella federazione. Un mese più tardi, ritornò come guardia del corpo di Rayne, mantenendo celata la sua identità sotto una tuta nera e un casco. Rivelerà la sua identità nella puntata di Impact! del 2 settembre 2010 indossando sempre una tuta nera e un casco da motociclista e arrivando a brodo ring in sella a una moto. Tara aveva ora un contratto con Rayne (kayfabe) che le consentiva di lottare nella federazione. Al No Surrender accompagnò Madison Rayne nel Grudge Match contro Velvet Sky e, nel corso del Bound for Glory, sconfisse Angelina Love, Velvet Sky e Madison Rayne, conquistando per la quarta volta il titolo delle Knockouts, con grande costernazione da parte di Rayne. Lo perse dopo soli 4 giorni di regno (puntata di Impact! del 14 ottobre 2010) proprio contro Rayne, permettendole di essere schienata e vincere il titolo. La settimana seguente, attaccò Mickie James dopo la vittoria di quest'ultima contro Sarita. A Turning Point, Tara lottò con James, ma il match si concluse con una doppia squalifica, dopo che entrambe spinsero l'arbitro che cercava di dividerle. Il 2 dicembre attaccò James mentre cantava il suo singolo Hardcore Country. A Final Resolution Tara sconfisse Mickie James in un Falls Count Anywhere Match, a seguito di interferenze da parte di Madison Rayne. Nel successivo episodio di Impact!, Mickie James sconfisse Tara in uno Steel Cage Match. Durante l'incontro, Tara si fratturò un legamento del gomito, ma l'infortunio non richiese un intervento chirurgico.

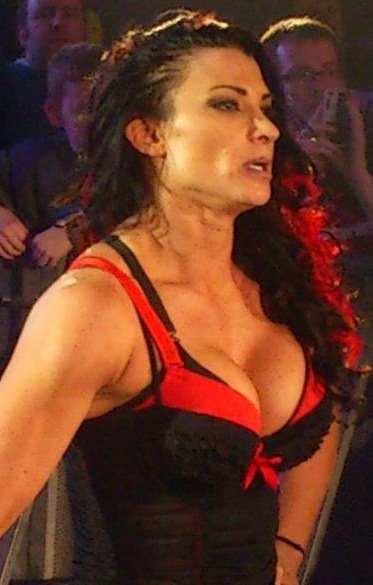
Tara in TNA nel 2013

Nel 2011, Madison Rayne iniziò una rivalità con Mickie James per il titolo femminile e difese con successo la cintura contro di lei a Genesis e ad Against All Odds con l'aiuto di Tara che interferì in entrambi i match. Durante la faida, Tara iniziò a sostenere che Rayne si era spinta oltre nei confronti di Mickie James, ma fu costretta a seguire i suoi ordini a causa del contratto che legava la legava alla lottatrice, e non alla TNA. Dopo che Madison Rayne perse il Knockouts Championship contro Mickie James a Lockdown, la nuova campionessa accettò di darle una rivincita a condizione che se non fosse stata in grado di riconquistare il titolo, Tara sarebbe stata liberata dal suo contratto con Rayne. Il 15 maggio a Sacrifice, Tara effettuò un turn face e ottenne un push dai fan dopo aver messo K.O. Rayne durante il match con Mickie James, garantendole la liberazione dal suo contratto.
Nella puntata 21 luglio 2011 Tara e Miss Tessmacher, rinominate in seguito TnT, conquistarono i titoli di TNA Knockouts Tag Team Champion. Difesero le cinture con successo fino a novembre, quando le persero contro Gail Kim e Madison Rayne. Il 26 gennaio 2012, Tara conquistò la nomina di prima contendente al titolo battendo Mickie James e Velvet Sky in un Triple Threat Match, ma ad Against All Odds 2012 perse l'incontro valido per la cintura di Gail Kim.
Il 5 aprile 2012 combatté in un match per stabilire la sfidante della campionessa Gail Kim: a vincere fu Velvet Sky. Nella puntata del 23 agosto batté Miss Tessmacher in un match non valido per il titolo. Due settimane dopo sconfisse Gail Kim. Nell'edizione 2012 di No Surrender perse un match con il titolo in palio contro la sua migliore amica Miss Tessmacher. Nella puntata di Impact! del 13 settembre, però, l'attaccò alle spalle, effettuando un turn heel. La settimana seguente, durante un segmento di Impact!, Tara attaccò Christy Hemme, ma Miss Tessmacher salvò la ragazza e cercò di colpire Tara, senza riuscirci. Nella puntata di Impact! del 27 settembre, Tara batté ODB in un First contender's match e a Bound for Glory riuscì a schienare Miss Tessmacher, diventando TNA Knockout Champion per la quinta volta.
Successivamente, iniziò un'alleanza con il debuttante Jesse, il suo "ragazzo di Hollywood", coalizione che le favorì diverse vittorie grazie all'interferenza di Jesse durante i suoi match. 
Nella puntata di Impact! del 21 febbraio 2013 perse il titolo in un Fatal Four Way Elimination match vinto da Velvet Sky, al quale presero parte anche Gail Kim e Miss Tessmacher. Nei mesi successivi, Tara avrebbe fatto sempre meno apparizioni, e sarebbe stata usata raramente in competizione negli incontri.
A One Night Only: Knockouts Knockdown confisse Mia Yim. Nella stessa serata partecipò ad una Battle Royal, venendo eliminata. Il 14 luglio, nell'episodio di TNA Xplosion, perse il suo ultimo match contro ODB. Due giorni dopo, il 16 luglio, venne rilasciata dalla TNA. Successivamente dichiarò in un'intervista che era intenzionata a lasciare la federazione già prima del suo rilascio e che non vi sarebbe più tornata a combattere. Inoltre, nonostante il periodo positivo trascorso in TNA, affermò di aver preferito la sua carriera in WWE.

#### Altre apparizioni (2023)
Un decennio dopo l'abbandono dalla federazione, Tara fece alcune apparizioni in TNA  (allora ribattezzata Impact Wrestling) nel gennaio 2023 e prese inoltre parte a un match durante l'edizione di Impact del 26 gennaio dello stesso anno.

### Circuito indipendente (2011–2019)
Il 5 novembre 2011, prese parte al pay-per-view della Family Wrestling Entertainment FWE: Fallout, sconfiggendo Madison Rayne con Christy Hemme come arbitro speciale. Il 25 febbraio 2012, a FWE: No Limits, partecipò al torneo per determinare l'inaugurale FWE Women's Champion, dove fu sconfitta da Maria Kanellis. Aiutò poi Maria a sconfiggere Winter per vincere il campionato insieme alla sua compagna Tessmacher.
Debuttò con il suo vero nome a Ring of Honor il 26 ottobre 2013, attaccando Kanellis con un Widow's Peak.
Il 9 novembre 2013 debuttò alla House of Hardcore 3, dove lei e Stevie Richards furono sconfitti da Carlito e Rosita.
Il 19 giugno 2015 tornò nel circuito indipendente all'evento Ladies Night del Maryland Championship Wrestling's Ladies Night, fungendo da arbitro speciale del main event valido per il MCW Women's Championship tra Mickie James e Amber Rodriguez, che contò la partecipazione anche di Melina. Varon attaccò quest'ultima durante il match, dopo che Melina aveva attaccato James con un tacco.
Il 2 settembre 2016 fece il suo debutto in Chikara, partecipando insieme a Jazz e Mickie James al torneo King of Trios 2016 sotto il nome "Team Original Divas Revolution". Il trio sconfisse il "Team Shimmer" (Candice LeRae, Crazy Mary Dobson e Solo Darling), ma il giorno seguente fu eliminato dal torneo per mano delle "The Warriors Three" (Oleg the Usurper, Princess KimberLee e ThunderFrog).
Il 2 dicembre 2017 apparve alla House of Hardcore 36 come avversaria di Candice Michelle nel suo match di addio: dopo aver attaccato Michelle fingendo un infortunio, fu sconfitta dalla rivale con un DDT.
Il 6 gennaio 2019 fece sapere che questo sarebbe stato il suo ultimo anno come lottatrice attiva, annunciando il The Final Action Tour 
con i suoi ultimi incontri di wrestling nei circuiti indipendenti. Il 21 settembre disputò il suo ultimo match contro Melina a Masters of Ring 1, laureandosi prima Masters of Ring Women's Champion.

## Altre attività
Varon è apparsa come ospite negli show televisivi V.I.P. e Nikki, oltre ad aver partecipato a due competizioni di fitness per il programma di Univision Sàbado Gigante. Ha inoltre preso parte alle riprese del documentario WWE Divas: Desert Heat (2003).
Possedeva un ristorante a Louisville, chiamato Fat Tony's Pizzeria, ma lo vendette nel maggio 2007. Nel maggio 2008, lei e il suo ex marito aprirono un negozio di auto personalizzate, Black Widow Customs, a Louisville. Il negozio fu distrutto il 16 dicembre 2010, in un incendio, che le autorità ritennero sospetto poiché avvenne il giorno dopo il segmento "Consumer Watch" di un programma televisivo locale. Antwane Glenn, un giocatore di calcio dell'Università del Kentucky, voleva un rimborso dopo aver affermato che la sua auto era stata lasciata inagibile a seguito dei lavori della Black Widow's Customs. Contattò la WHAS11 e la storia fu descritta allo show.
Nel marzo 2013 ha aperto un ristorante a tema wrestling a Chicago, Illinois, chiamato The Squared Circle. Nel gennaio 2015 ha però annunciato che sarebbe tornata in California, lasciando l'attività nelle mani dell'ex marito e di un amico. Nonostante ciò, continua a fare visite regolari al ristorante.
Nel 2020 ha avviato insieme a Mickie James e Valerie Wyndham il progetto GAWTV (Grown Ass Women), uno show in streaming dove il trio discute senza filtri su argomenti di generi disparati. Ogni diretta prevede un ospite speciale, tra cui vi sono grandi nomi del wrestling, come Mick Foley, Al Snow, Trish Stratus, MVP, Chavo Guerrero Jr., Jazz e altri.

## Vita privata
Varon ha il padre portoricano, veterano del Vietnam, e la madre turca, che faceva la cantante in Giappone. È cresciuta con tre fratelli più grandi, diventati tutti lottatori; il più grande di questi, Bobby Sole, vinse una medaglia d'oro nel 1983 ai Giochi panamericani. Ha un tatuaggio di un cuore su una caviglia, fatto ai tempi del liceo e all'oscuro dai genitori. È inoltre amante delle motociclette.
È stata sposata con Lee Varon dal 1994 al 2015. Dal settembre 2018 è legata sentimentalmente a David Lubic.
In un'intervista per il Sun-Sentinel, Varon affermò di essere realmente gelosa della vincitrice del WWE Diva Search del 2004 Christy Hemme. Ritirò poi quest'affermazione nel suo sito ufficiale, affermando che il reporter aveva alterato le sue parole quando lei disse di essere gelosa dello stipendio di Hemme, estremamente più alto rispetto a quello di Varon al primo anno nella federazione.

## Personaggio

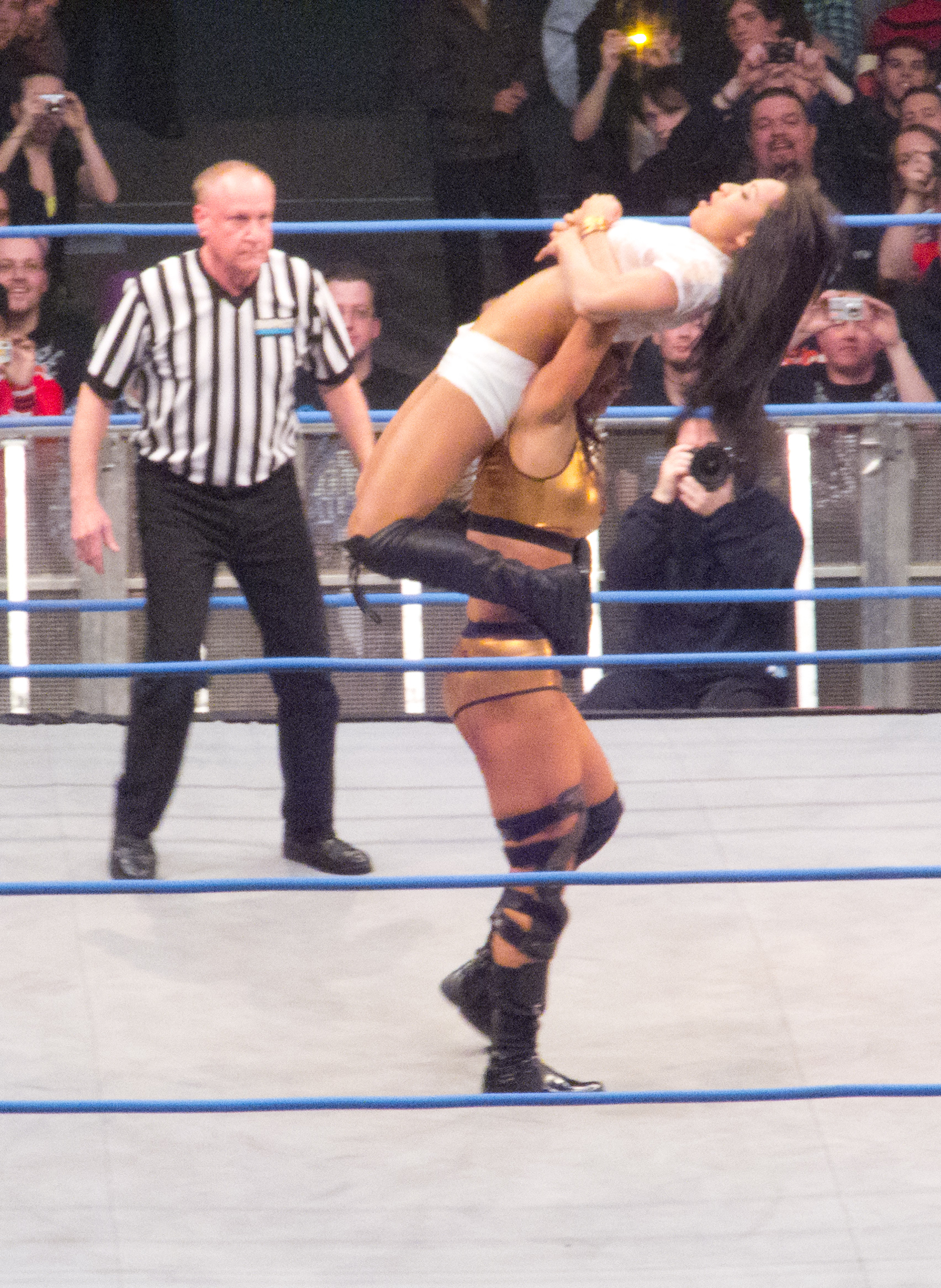
Lisa esegue la Widow's Peak su Gail Kim

### Mosse finali
- Widow's Peak (Gory neckbreaker)
- Black Widow (Sitout inverted front powerslam) – 2004
- Victoria Lock (Hair pull Gory Special) – TNA

### Soprannomi
- "The Psycho Diva"
- "The Vicious Vixen"
- "The Lady Not To Mess With"
- "The Black Widow"

### Wrestler assistiti
- Damaja[107]
- Kenny Dykstra[107]
- Steven Richards[107]
- The Machine[107]

### Musiche d'ingresso
- Chopping Block di Jim Johnston (WWE; 2002)
- Adrenaline Crash di Bryan New e George Young (WWE; 2002)
- All the Things She Said1 delle t.A.T.u. (WWE; 2002–2004)
- Don't Mess With di The Hood$tars (WWE; 2004–2005, 2021[108])
- Don't Mess With (V2) di The Hood$tars (WWE; 2005–2009)
- Broken dei Goldy Locks (TNA; 2009–2013)

1 Sostituita da Brainsick di Jim Johnston, un remake strumentale di All the Things She Said, nei DVD e videogiochi della WWE per non incorrere a violazione di copyright.

## Titoli e riconoscimenti

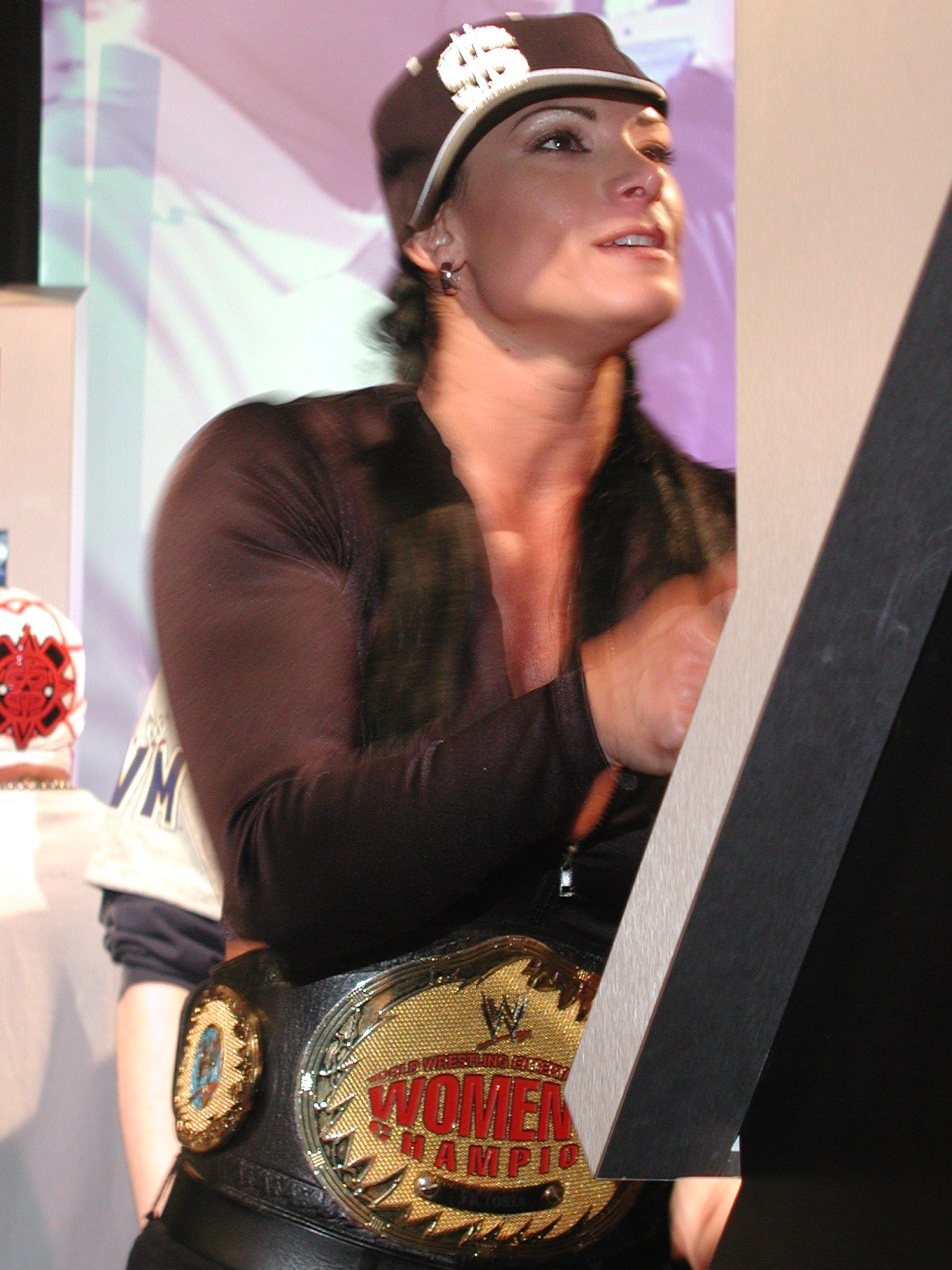
Victoria con il WWE Women's Championship, titolo che ha detenuto due volte

### Cheerleading
- National Cheerleading Association
  - NCA All-American Award

### Fitness e culturismo
- Debbie Kruck Fitness Classic
  - Tall Class – 1º posto (1999)[109]
- ESPN2 Fitness America Series
  - 1º posto (1997)[109]
  - 2º posto (1998)[109]
- Lifequest Triple Crown
  - Top 20 (1997)[109]
- National Physique Committee
  - NPC Inland Empire, Middleweight – 1º posto (1995)[109]
  - NPC Team Universe, Tall Class – 2º posto (1999)[109]
- Women's Tri-Fitness
  - Ironwoman Tri-Fitness – 4º posto (1998)[109]
  - Tri-Fitness Hall of Fame (classe del 2012)[110]

### Wrestling
- Cauliflower Alley Club
  - Women's Wrestling Award (2015)[111]
- Masters of Ring Entertainment
  - MORE Wrestling Women's Heavyweight Championship (1)[112]
- Pro Wrestling Illustrated
  - Woman of the Year (2004)[113]
  - 5ª tra le migliori 50 wrestler di sesso femminile nella PWI 50 (2009)[114]
- Total Nonstop Action Wrestling
  - TNA Knockouts Championship (5)[115]
  - TNA Knockouts Tag Team Championship (1) – con Miss Tessmacher[115]
- World Wrestling Entertainment
  - WWE Women's Championship (2)[116]

## Nei videogiochi
- WWE WrestleMania XIX
- WWE Raw 2
- WWE SmackDown! Here Comes the Pain
- WWE Day of Reckoning
- WWE SmackDown! vs. Raw
- WWE SmackDown vs. Raw 2009
- WWE 2K25 (DLC)[117]